# Ökowacht Sachalin
Ökowacht Sachalin (russisch Эковахта Сахалин, Ekowachta Sachalin, englisch Sakhalin Environment Watch) ist eine Umweltschutzorganisation auf der Pazifikinsel Sachalin in Russland.

## Tätigkeit
Ökowacht Sachalin engagiert sich für den Schutz der Umwelt auf Sachalin, den Kurilischen Inseln und im Ochozkischen Meer.
Sie veröffentlicht Informationen, Berichte und Expertisen und organisiert Konferenzen, Rundtischgespräche und Informationsveranstaltungen.
Die größten Umweltschäden entstehen durch die Förderung von Erdöl und Erdgas vor der Küste im Schelf des Ochozkischen Meeres und durch eine Pipeline durch die Insel.
Dadurch werden die weltweit größten natürlichen Wildlachsbestände gefährdet und Nahrungsgründe der letzten Westpazifischen Grauwale erheblich beeinträchtigt.
Weitere Themenschwerpunkte sind der Schutz der Tier- und Pflanzenwelt auf der Insel sowie die Umweltsituation in der Oblasthauptstadt Juschno-Sachalinsk.
Ökowacht arbeitet eng mit Vertretern der einheimischen indigenen Bevölkerung zusammen, deren Lebensraum gefährdet ist.
Sie kooperiert mit nationalen und internationalen Umweltschutzorganisationen wie WWF Russland.
Vorsitzender ist Dmitri Lisizyn.

## Geschichte
Ökowacht Sachalin wurde 1995 durch die Umweltschutzaktivistin Emma Wilson von Friends of the Earth Japan gegründet. 1997 wurde sie als Organisation offiziell registriert.
Die wichtigsten Tätigkeitsfelder waren in den ersten Jahren die gravierenden Umweltschäden, die durch die Erdöl- und Erdgasförderprojekte Sachalin 1 und 2 entstanden waren.
Ökowacht Sachalin wurde durch die Ford Foundation, das Wild Salmon Centre, die Rockefeller Brothers Foundation, den International Fund for Animal Welfare und andere Organisationen und Stiftungen unterstützt.
2004 gewann sie einen Gerichtsprozess gegen das Konsortium Sakhalin Energy mit der Festlegung von Umweltschutzbestimmungen für deren Tätigkeiten.
2006 erstellte sie einen Bericht über massive Umweltschäden durch den Bau einer Pipeline durch die Insel mit erheblichen Bodenerosionen und Schäden für die Tier- und Pflanzenwelt, sowie durch die Einleitung erheblicher Mengen von Industrieabwässern durch das Unternehmen.
Die regionale Umweltbehörde erteilte daraufhin umfangreiche Auflagen, was zu einer vorübergehenden Einstellung der Arbeiten an der Pipeline führte, und drohte mit einer Klage auf 30 Milliarden US-Dollar für die entstandenen Schäden.
2009 erklärte Ökowacht, dass sie nicht mehr gegen Aktivitäten vorgehen werde, die internationale Interessen beträfen.
2011 erhielt ihr Vorsitzender Dmitri Lisizyn den renommierten Goldman Environmental Prize.
Am 18. September 2015 wurde Ökowacht Sachalin als „Organisation, die die Funktion eines ausländischen Agenten erfüllt“, beim russischen Justizministerium registriert. Grund dafür waren die finanzielle Unterstützung aus dem Ausland, sowie eine angebliche „politische Betätigung“. Die Organisation zahlte unter anderem eine Spende von 159.000 US-Dollar an die Leonardo-DiCaprio-Stiftung zurück und verzichtet seitdem auf ausländische Zuwendungen.